# Кварц 1×8С-2
Кварц 1×8С-2 — узкоплёночный любительский киносъёмочный аппарат, выпускавшийся Красногорским оптико механическим заводом с 1974 по 1993 год.
Предшественник — «Кварц-1×8С-1» (1969—1975), основное отличие — уменьшенный диапазон вводимых значений светочувствительности киноплёнки, выпущено 16 092 экз. Автор конструкции — Акалупин А. И.
«Кварц-1×8С-2» — наиболее массовая любительская кинокамера КМЗ, всего было выпущено 301 тыс. 102 экземпляра. Широко экспортировалась под маркой «Kinoflex».

## Технические характеристики
- «Кварц-1×8С-2» заряжался кассетой «Супер-8», как неразборной одноразовой, так и разборной перезаряжаемой типа КС-8. Счётчик отснятой киноплёнки обнулялся при смене кассеты. Привод лентопротяжного тракта пружинный, частота киносъёмки 9, 12, 18, 24, 32 кадр/сек, покадровая съёмка при помощи спускового тросика, вворачиваемого в спусковую кнопку.
- Объектив с переменным фокусным расстоянием «Метеор-8М-1» 1,8/9-38.
- Видоискатель сквозной с полупрозрачным зеркалом. Визирование и наведение на резкость по фокусировочному экрану с микрорастром, в поле зрения видна стрелка, показывающая значение установленной или отрабатываемой диафрагмы. Кроме того, в поле зрения видоискателя имелся отдельный индикатор, совершавший колебания вверх-вниз при нормальном движеним пленки/отсутствующей кассете, и замиравший в случае застревания пленки или когда кассета полностью экспонирована.
- Кинокамера имела TTL-экспонометрическое устройство с автоматической установкой диафрагмы. Питание электроники — два ртутно-цинковых элемента РЦ-53 или два никель-кадмиевых аккумулятора Д-0,06 (современная не полноценная (не постоянное напряжение) замена PX-625). Замена элементов — при извлечённой кассете. Ручной ввод светочувствительности киноплёнки. Экспокоррекция ± 2 eV. Ручной ввод конверсионного светофильтра типа «А» (применяется при уличной съёмке на цветную киноплёнку, рассчитанную на цветовую температуру ламп накаливания.
- При отключенной автоматике диафрагма устанавливалась вручную, элементы питания не нужны.
- Аппарат прикреплялся к пистолетной рукоятке или к штативу, резьба штативного гнезда 1/4 дюйма. Дополнительное штативное гнездо в пистолетной рукоятке.
- «Кварц-1×8С-2» комплектовался светофильтрами, насадочной линзой для макросъёмки и темляком.

## Положение на рынке
В 1980-е годы в СССР «Кварц-1×8С-2» и семейство кинокамер «Аврора-215», «Аврора-217», «Аврора-219» производства ЛОМО были единственными доступными аппаратами на киноплёнку в кассетах «Супер-8». Красногорский «Кварц-8XL» (1981—1989) и семейство ленинградских кинокамер высокого класса «ЛОМО-220» стоили дорого, а выпускалось их мало. Под киноплёнку 2×8С в СССР выпускался «Кварц-2×8С-3» (1971—1983).

## Ссылки

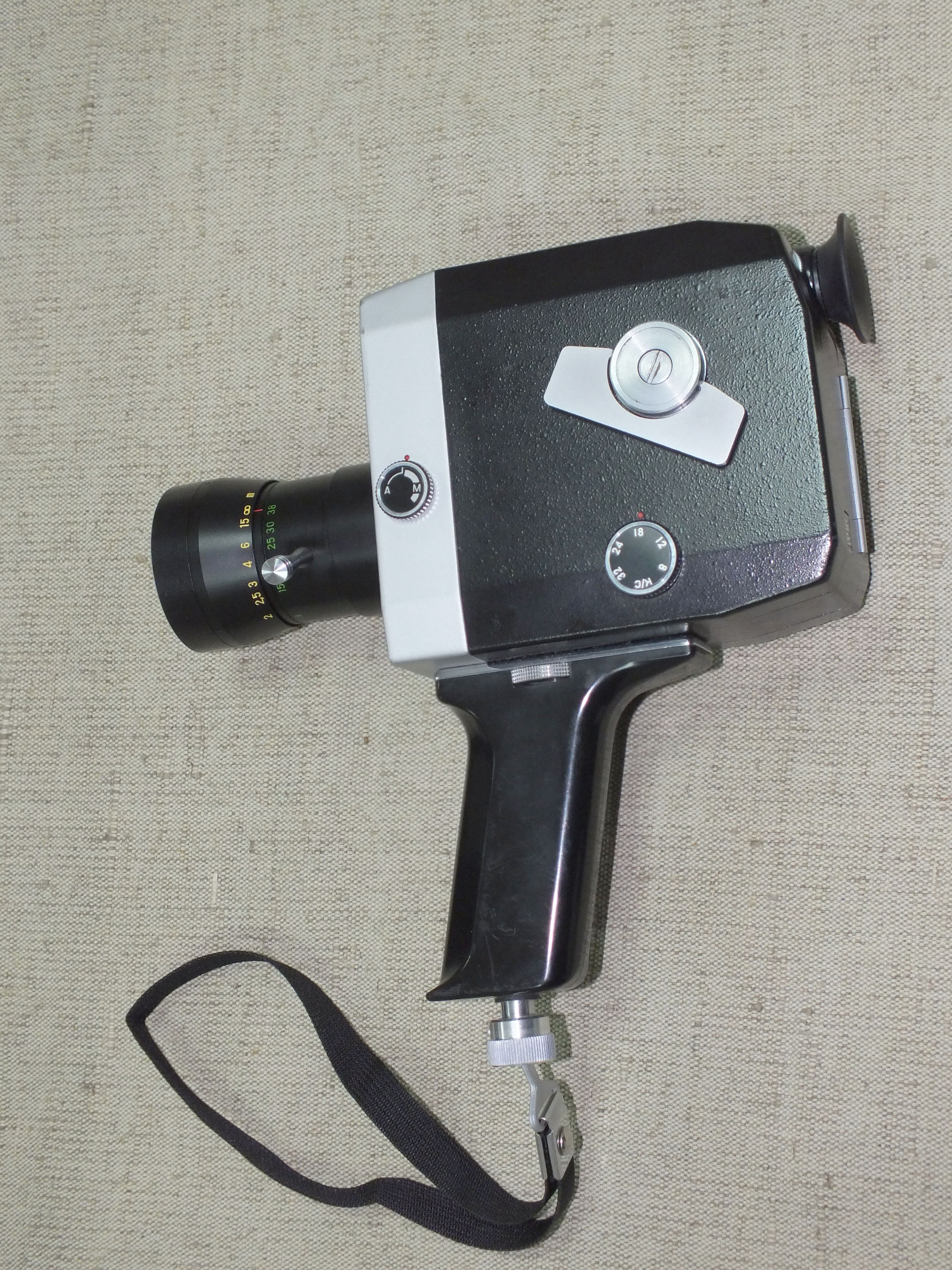
Слева — заводная рукоятка, переключатель скорости киносъёмки и головка установки диафрагмы
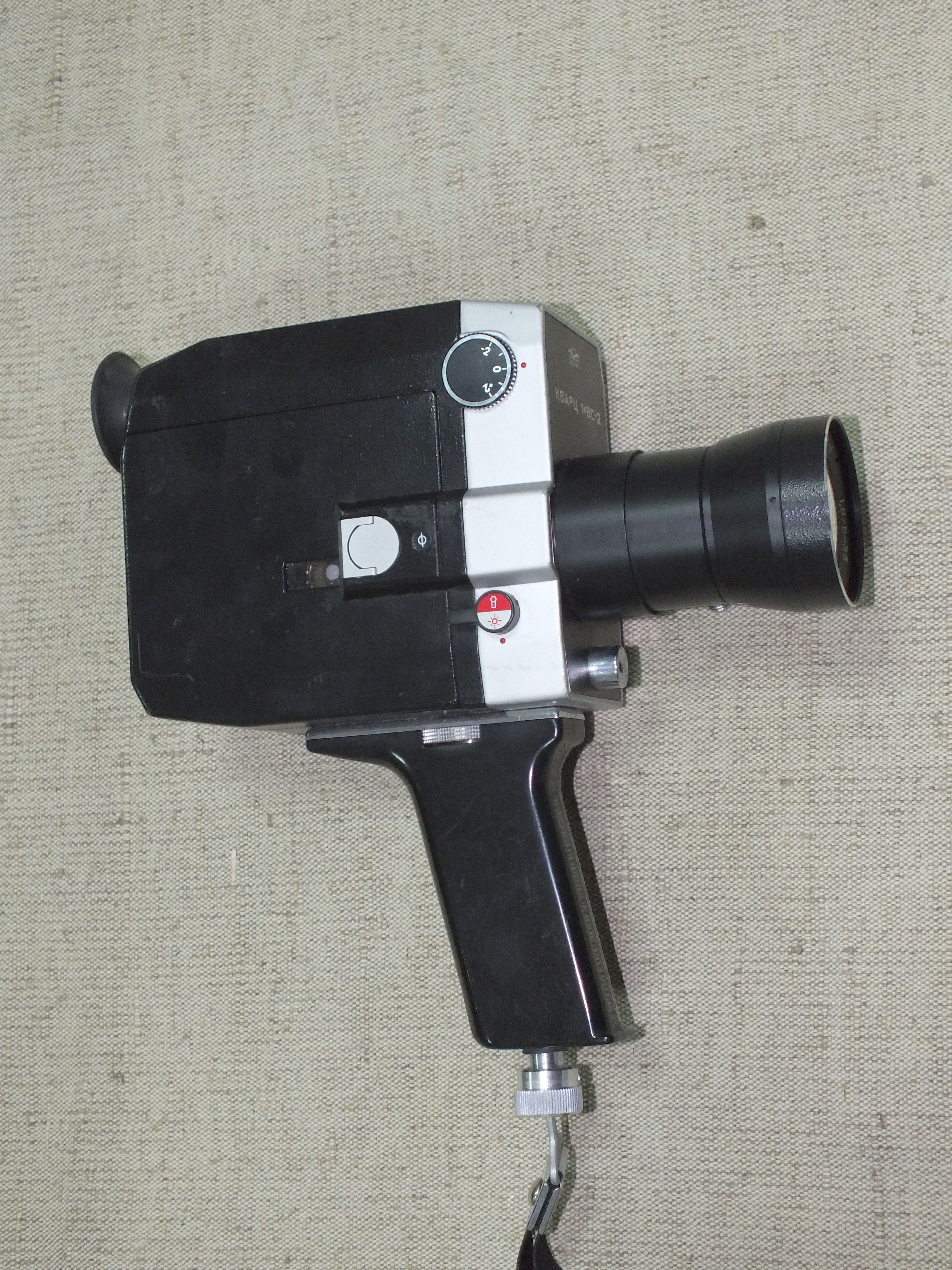
Справа — крышка кассетного отсека, головки экспокоррекции и ввода конверсионного светофильтра
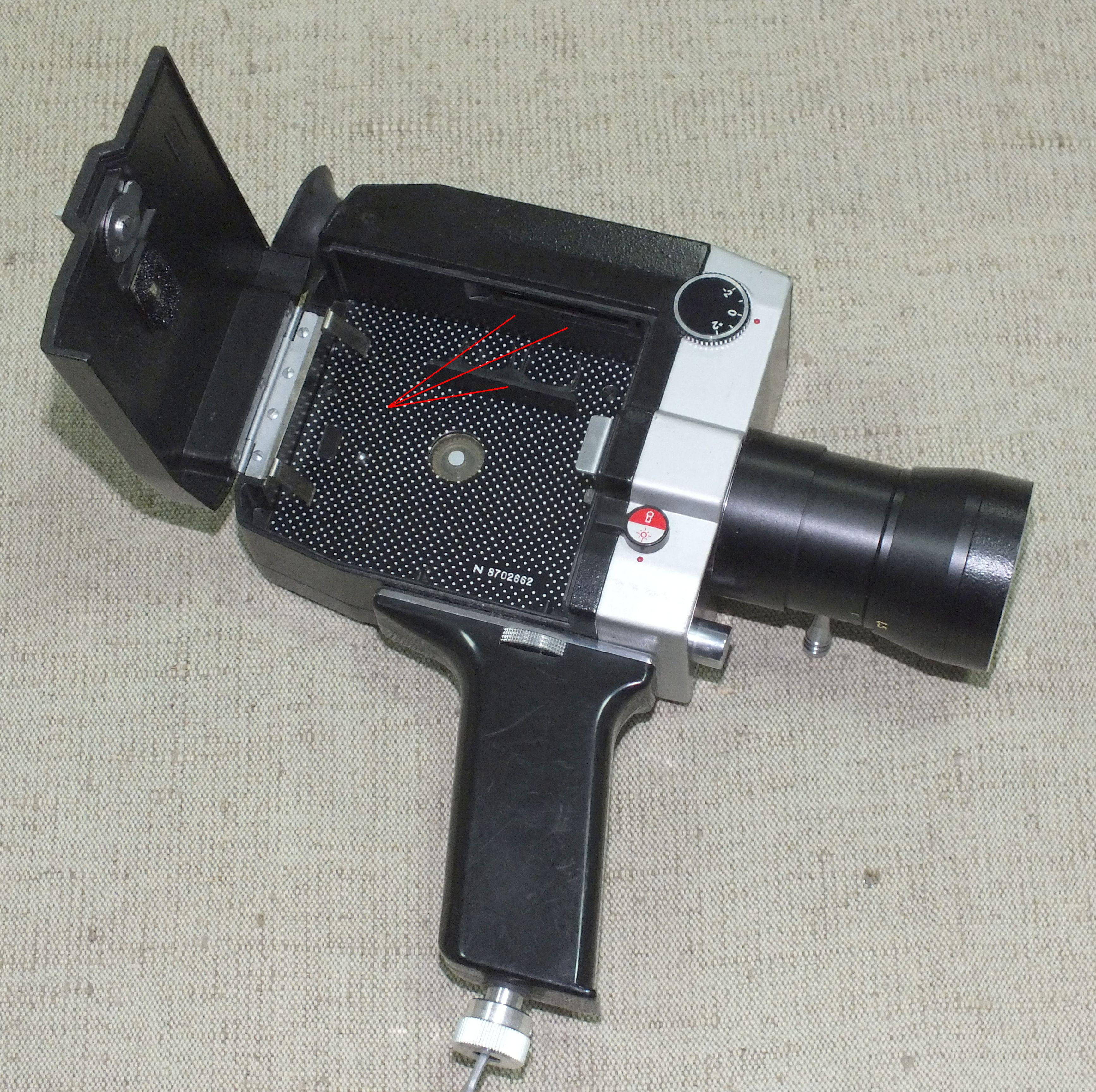
Крышка кассетного отсека открыта, стрелками показан батарейный отсек